# Миро Бајрамовић
Миро Бајрамовић (Зеница, ФНРЈ, 30. јануар 1957) бивши је припадник специјалне полицијске јединице „Јесење кише“ при МУП-у Хрватске, која је основана почетком октобра 1991, а њом је командовао Томислав Мерчеп. Ова јединица је умешана у многе злочине над српским цивилима, баш као и сам Миро Бајрамовић, према сопственом признању 1. септембра 1997. године. Како сам признаје убио је најмање 72 људи.

## Биографија
Рођен је 30. јануара 1957. године у Зеници (Босна и Херцеговина). Оца није упамтио, а мајка му је умрла 1990. године. Ожењен је и има четворо деце. Завршио је машинбраварски занат у Зеници, па је дошао у Загреб, у потрази за послом. Запослио се у предузећу „Јанко Гредељ“ у Загребу на одељењу парних локомотива на Главној железничкој станици и одатле је прешао у предузеће „Раде Кончар“, које му је омогућило да се школује уз рад и заврши машински факултет у Загребу. Године 1990. године, када се променила власт у Хрватској остао је без посла и тада је добио позив МУП-а Хрватске, да им се прикључи. Како није знао како да прехрани породицу прихватио је овај позив. Одмах је био упућен на терен где су се већ вршила застрашивања и пљачке српских цивила, а касније напади и убиства, не само према цивилима, већ и припадницима Југословенске народне армије.

## Ратни злочини
Године 1991. у Даљу, крај Вуковара, упознаје Томислава Мерчепа, који му је постао командант. Од тада почиње њихова злочиначка одисеја. Прошли су пуно тога заједно. Јединица у којој су се борили, звала се „Јесење кише“, односно службено, Прва загребачка специјална јединица при МУП-у Хрватске. Међу хрватским војницима и народом се јако добро зна ко је био у полицијској јединици „Јесење кише“. Пратио их је злослутни глас: „Где прођу, ту трава не расте“. У његовој групи су били: Синиша Римац из Вуковара, Мирослав Бришевац, Миљенко Задро, Игор Микoла, Небојша Ходак и мала Гордана.
Најтеже је убити првог човјека, запалити прву кућу. Послије све иде по шаблону!— Миро Бајрамовић, 1. 9. 1997.

### Госпић 1991.
Након Вуковара одлази са јединицом у Лику, где су имали наређење од врха хрватске власти: "Очистити све!", што је значио да не сме бити преживелих Срба у Госпићу. Тако се и десило да су хрватске паравојне снаге за неколико дана у октобру месецу убили преко 240 српских цивила, међу којима је било и пуно жена. Пре ових злочина у градићу Госпић, заузета је касарна ЈНА "Станко Опсеница" 18. септембра 1991. Јединица "Јесење кише" где је био и Миро Бајрамовић је у Госпићу ликвидирала преко 100 људи. Међу убијенима су били директор поште, начелник болнице, власници кафана, ресторана, угледни домаћини... Убијали су их метком у главу, јер нису имали времена да се задржавају и да их муче. Главни циљ је био смањити проценат Срба у Госпићу. Бајрамовић је имао велико пријатељство са Тихомиром Орешковићем, који је чинио велике злочине у Госпићу над Србима, а касније је и осуђен на вишегодишњу казну затвора.
У Госпићу је довољно било да будете Србин, па да вас више не буде!

### Слано 1991.
На острву Слано на јадранској обали постојао је логор за мучење Срба, како 1941. за време НДХ, тако и почетком 1990-их када је почео рат у Хрватској. Тамо је Миро Бајрамовић био четири пута и ликвидирано је 13 особа од његове јединице "Јесење кише", а Бајрамовић је лично убио 8 људи, сви убијени су били Срби.

### Пакрачка Пољана 1991.
У Пакрачку Пољану Миро Бајрамовић са јединицом стиже 6. октобра 1991. године, након повратка из Госпића. Командант је био Мерчеп, а заменик му Бајрамовић. У прво време имали су штаб у Ватрогасном дому, а ту је уједно био и затвор. Њихов штаб је сликао неки фотограф из Загреба. Након неколико дана пошто им је из авиона ЈНА бомбардован штаб, они су се изместили одатле и прешли на крај села, а затвор преместили у сеоску основну школу у Међурићу, према Кутини. Ова база јединице "Јесење Кише" у Пакрацу је изабрана од самог врха МУП-а Хрватске, односно Јосипа Бољковца, тадашњег министра унутрашњих послова СР Хрватске и Ивана Векића. Ту су доводили српске цивиле не само из Пакраца већ из шире околине. Командант логора у Пакрачкој Пољани био је Мијо Јолић, који данас има повлашћен статус у Хрватској. За најгора злодела Бајрамовић истиче Муниба Суљића, алкохоличара и наркомана.
Прва акција на том подручју им је била напад на српско село Кукуњевац крај Липика. Ово село је имало према попису из 1991. око 80% Срба. Било је дугачко, а уско насеље. Напад је трајао 4 сата и одмах су приступили хапшењу Срба. Како је подрум у сеоској основној школи постао тесан, почели су и учионице да пуне Србима, које су мучили дању, а највише ноћу. Њихов циљ је био да им нанесу што већу бол. Тукли су их кундацима, ногама, рукама, палили су их пламеном из плина тзв. бренером, после поливали сирћетом. То су радили жртвама по гениталијама и по очима. Исто тако су их прикључивали на индуктор, односно на истосмерну струју, која не може убити човека, али наноси велику бол. Затвореницима су у анус гурали петожилни кабл, тако да после жртва не може сатима седети. На те отворене ране им је сипано сирће, не би ли им нанели још већу бол. Забијали су жртвама ексере под нокте, а онда би на те ексере ставили трофазну струју, која би жртве спржила у пепео. Терали су их да певају усташке песме и др. Невине жртве које су тада испитиване у страху су све морале да признају. Тражено им је што више имена и локација где се налазе. Жртве у Пакрачкој Пољани и околини нису само ликвидиране у затвору, већ и у кућама, које су знале бити и паљене.
Злочинцима у јединици "Јесење кише" је било наметнуто да ако не убијају Србе, онда су тзв. пета колона, односно и њима се спрема ликвидација. У Пакрачку Пољану су доведени и неки Хрвати, они који су се побунили због нестанака својих пријатеља или комшија Срба. И они су били ликвидирани без милости.
Из Загреба у Пакрачку Пољану је доведено више од 50 Срба, који су ту одмах и ликвидирани. Миро Бајрамовић је лично одговоран за убиство Милоша Ивошевића, републичког директора царине Хрватске. Прво је заробљен, а онда и мучен. Једини Србин који је успео преживети Пакрачку Пољану јесте Стеван Брајановић. Срби у Пакрачкој Пољани како Бајрамовић наводи, нису служили само за мучење, већ и за копање гробова у којима су бацане жртве. Најмање 280 Срба је према Бајрамовићевом признању ликвидирано у Пакрачкој Пољани. А међу убијенима је било и 10 жена.
Међу припадницима јединице "Јесење Кише" владало је велико користољубље, па су се често знали и потући и поубијати око неравномерне поделе опљачканог новца.

### Убиство породице Зец 1991.
Јединица "Јесење Кише" је одговорна за смрт српске породице Зец у Загребу 7.12.1991. Михајло Зец је био угледан грађанин, прилично богат, власник месаре. Чак је био и члан ХДЗ, али му ни то није помогло. Бајрамовићеви људи су му заробили брата који је под дејством батина рекао да му брат Михајло помаже крајишке Србе. Мерчеп и Бајрамовић издају налог о убиству Зецових. Убијен је Михајло у кући, а жена и дванаестогодишња ћерка Александра су одведени на Сљеме, брдо изнад Загреба и ту убијене. То је учинио Синиша Римац.

### Убиство Марине Нуић
Марина Нуић је била на ратишту у Ловској као добровољац из Ријеке. У једној акцији када су "Јесење кише" остале у окружењу, али су се извукли, дошло је до повлачења Ријечана. Они су враћени кућама, а Марина Нуић је остала са њима пет дана. Оптужена је да ће извршити атентат на Мерчепа који је лежао рањен у болници. Па је стављена са затвореним Србима. Муниб Суљић је силовао 19 пута. Сахрањена је у месту Јања Липа.

## Притвор и оптужнице
Због злочина које је учинио, ухапшен је од полиције и одведен у затвор. Миро Бајрамовић је у затвору провео 4 месеца. Од 2. јануара до 30. априла 1992. Када је Владимир Шекс постао Јавни Тужилац, 15 припадника "Јесењих киша" је ослобођено, међу њима и Бајрамовић.